# Cocktailbitter

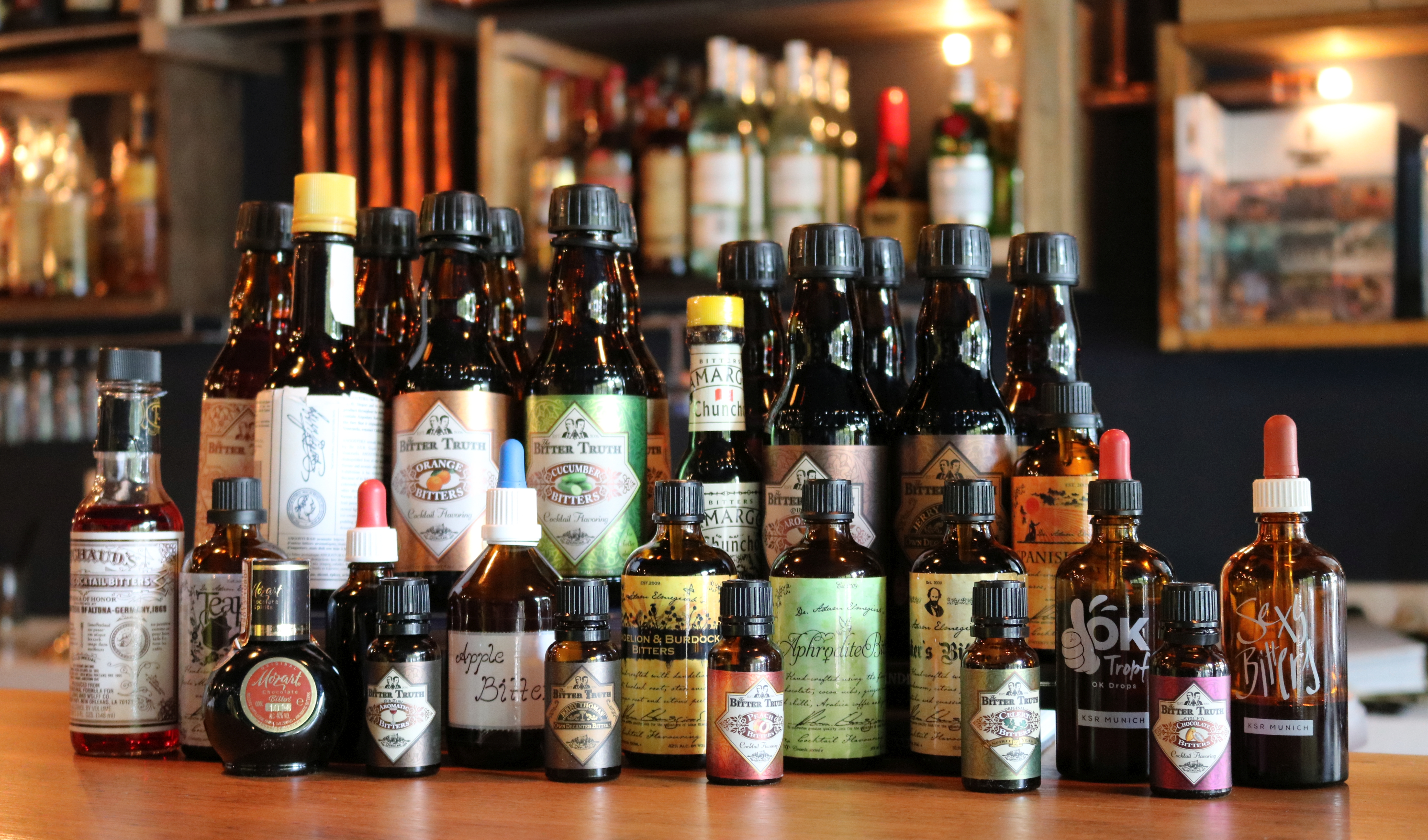
Verschiedene Cocktailbitter

Cocktailbitter (englisch bitters) sind alkoholische Würzzutaten, die meist in klassischen Cocktails verwendet werden. Sie haben einen mehr oder weniger ausgeprägt bitteren und sehr intensiven Geschmack und werden in der Regel nur tropfenweise oder als Dash (Spritzer) verwendet. Dies ist auch das wichtigste Unterscheidungsmerkmal zu den Bitterspirituosen. Es sind typischerweise Tinkturen aus vielen verschiedenen Komponenten. Man kann unterscheiden zwischen solchen Bittern, bei denen eine einzelne Zutat im Vordergrund steht und dann auch namensgebend ist (zum Beispiel Orangenbitter, Lemon Bitters), und den sogenannten Aromatic Bitters, die sehr komplexe Aromakompositionen darstellen.

## Geschichte

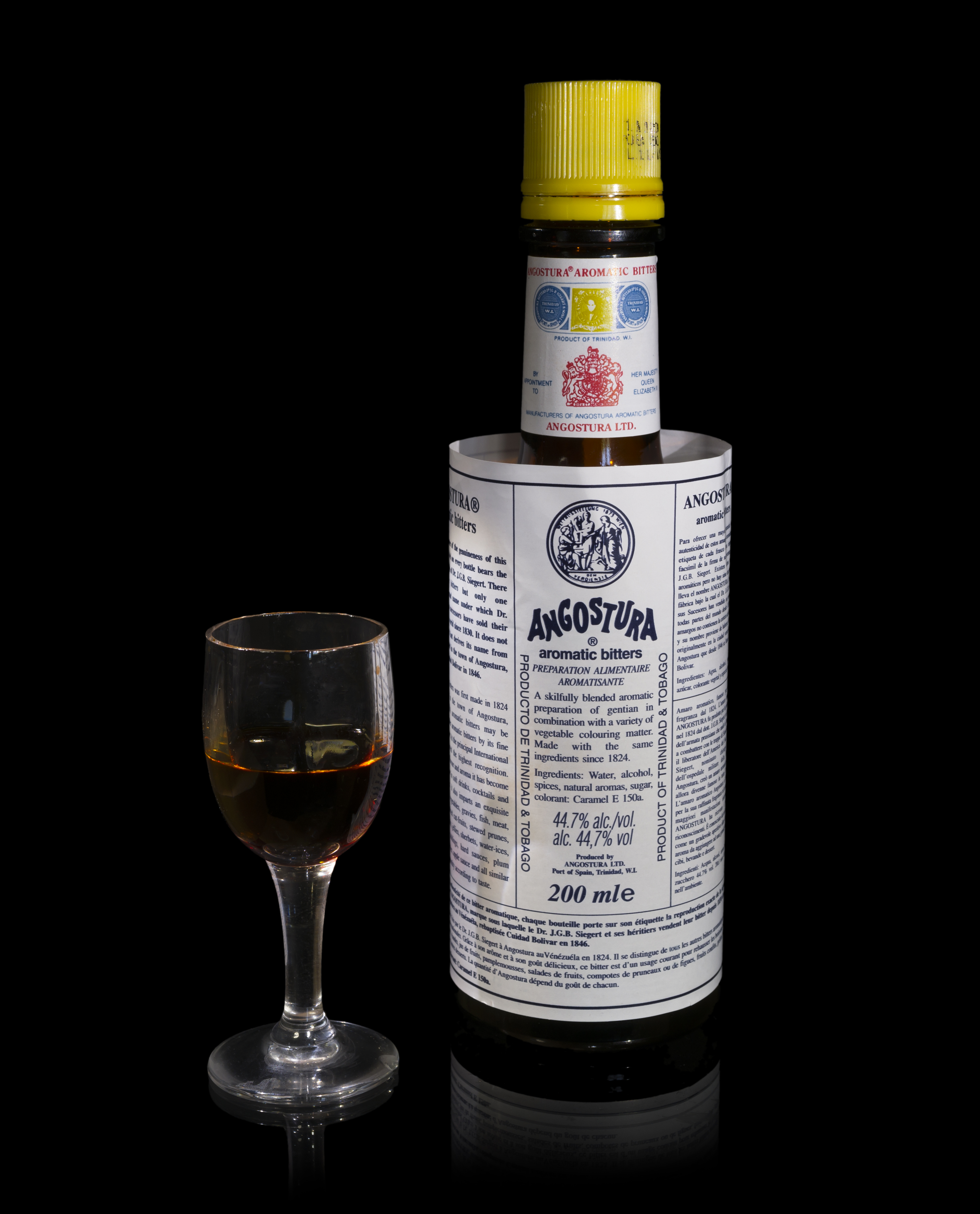
Angosturabitter von Angostura Ltd.

Der wohl bekannteste Bitter ist der Angosturabitter, den der deutsche Arzt Johann Gottlieb Benjamin Siegert 1824 in Venezuela als Heilmittel gegen Tropenkrankheiten erfand. Das Tonikum erfreute sich aber schon bald auch abseits der Lazarette einer wachsenden Beliebtheit als Würzmittel. Im weiteren Verlauf des 19. Jahrhunderts kamen aromatische Bitter immer mehr in Mode und eroberten vor allem die Bars, als unverzichtbare Zutat einer neuen Art von Mischgetränken: den Cocktails. Dem Erfindungsgeist schienen keine Grenzen gesetzt, da bald eine Fülle neuer Geschmäcker in Form immer neuer Bitter verfügbar wurde. So sind in manchen Cocktailbüchern des frühen 20. Jahrhunderts bis über 100 verschiedene Bitter aufgeführt. Auch die Prohibition konnte dem Erfolg der Bitter nichts anhaben, da die Bitter nicht als Spirituose galten und daher nach wie vor erlaubt waren. Erst mit dem Niedergang der Barkultur in den 1970er- und 1980er-Jahren gerieten die Bitter fast in Vergessenheit. In Deutschland waren in dieser Zeit nur der (originale) Angosturabitter sowie ein Angostura- und ein Orangenbitter der Firma Riemerschmid erhältlich, die heute von Hemmeter (Underberg-Gruppe) produziert werden.
Erst Anfang des 21. Jahrhunderts, im Zuge der Wiederentdeckung historischer Cocktailrezepte aus dem 19. und frühen 20. Jahrhundert, fanden die Bitter wieder ihren Platz in den Bars. In Deutschland trug das 2006 gegründete Unternehmen The Bitter Truth zu dieser Entwicklung bei, und so waren 2010 wieder über 20 verschiedene Bitter-Sorten auf dem deutschen Markt erhältlich. Auch in den Vereinigten Staaten wuchs die Zahl der Bitter-Hersteller in dieser Zeit deutlich. Heute wird eine fast unüberschaubare Zahl von Geschmacksrichtungen angeboten, zudem stellen viele Barkeeper ihre Bitters, teilweise nach historischen Rezepten, wieder wie im 19. Jahrhundert selbst her.

## Bekannte Bitter-Sorten und Hersteller

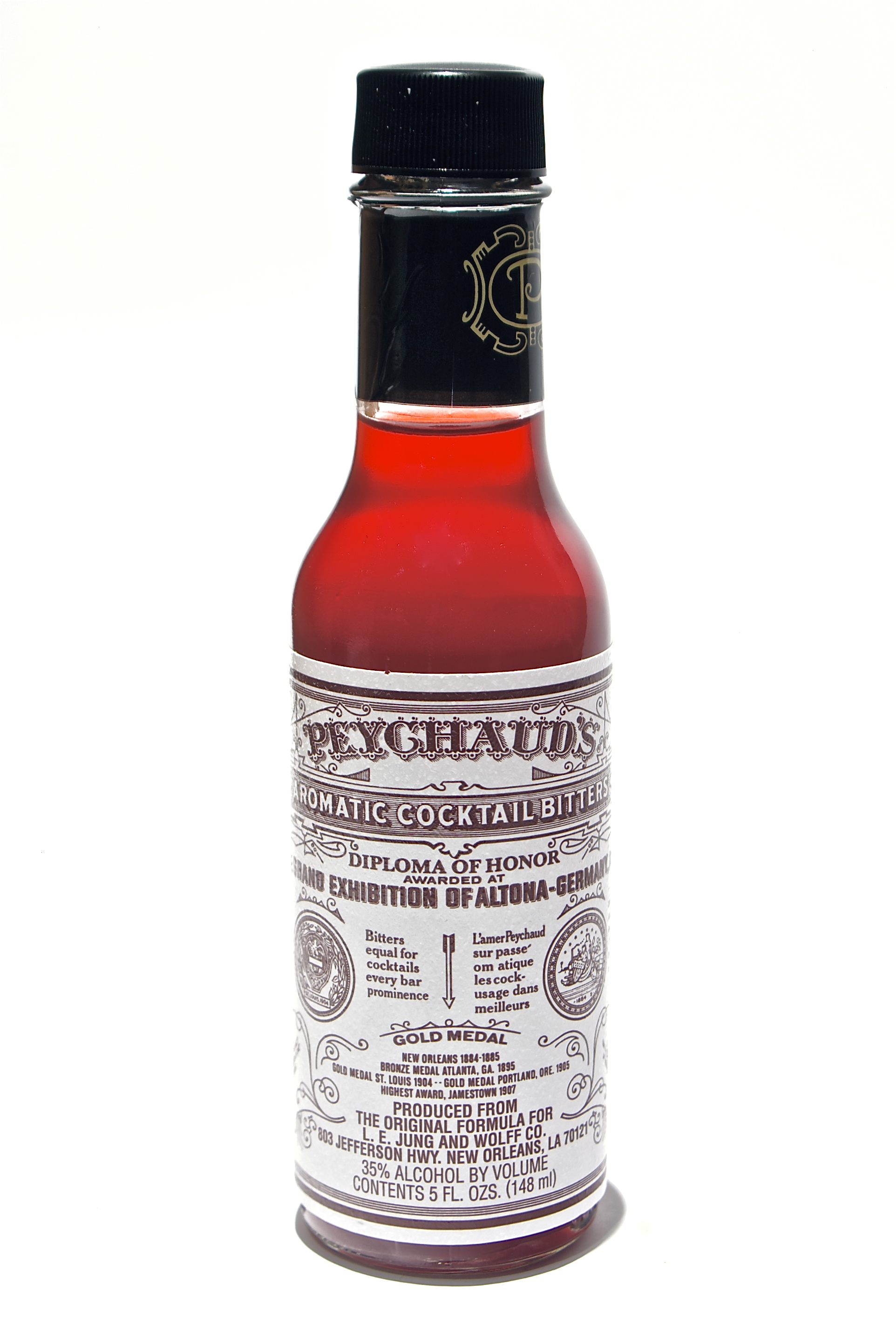
Peychaud’s Bitters

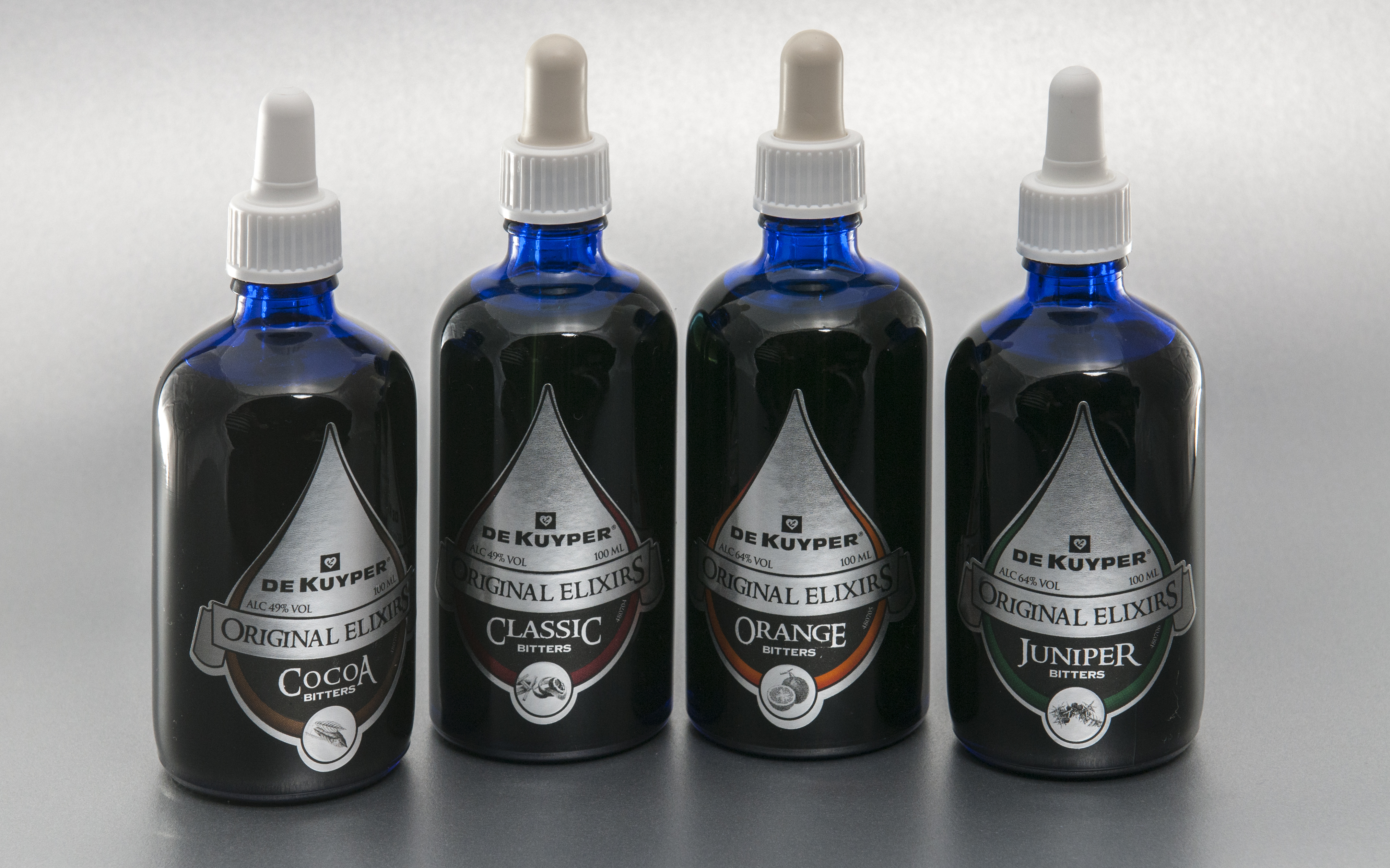
De Kuyper Cocktailbitter mit Pipette im Deckel

Neben Angosturabitter als klassischem Aromatic Bitter sowie Orangenbitter spielt der rote Peychaud’s Bitters eine wichtige Rolle an der Bar, zum Beispiel im Cocktail Sazerac, und wird als einer der wenigen Bitters durchgehend hergestellt (seit 1830). Bitters ähnlichen Typs werden heute oft auch als Creole Bitters bezeichnet. Zu den bekanntesten Aromatic Bitters des 19. Jahrhunderts gehörte Boker’s Bitters, er wird in Jerry Thomas’ erstem Barbuch von 1862 mehrfach erwähnt, zum Beispiel beim Whiskey Cocktail, dem Old Fashioned. Nachdem die Rezeptur lange Zeit in Vergessenheit geriet, sind wieder Nachbildungen erhältlich.
Zu den Bitters-Sorten, die von vielen Herstellern angeboten werden, zählen neben verschiedenen Aromatic Bitters sowie Orangenbitter, Zitronenbitter (Lemon Bitters), Grapefruitbitter, Pfirsichbitter (Peach Bitters) und Minzbitter auch exotische Geschmacksrichtungen wie Sellerie (Celery Bitters), Rhabarber (Rhubarb Bitters) oder Tonic Bitters. Auch Bitters, bei denen einzelne Gewürze vorherrschen, sind verbreitet, zum Beispiel vertreibt der Barkeeper Dale DeGroff ein Piment Bitters. Speziell für den Pisco Sour gibt es ein Amargo Chuncho Bitter aus Peru. Bitters mit Schokoladen- und Kakaonoten werden unter anderem von The Bitter Truth (Xocolatl Mole Bitters), der Salzburger Mozart Distillerie und dem Likörhersteller De Kuyper angeboten.
Üblicherweise werden Cocktailbitter in kleinen Fläschchen aus gefärbtem (meist braunem) Glas verkauft, die je nach Marke zwischen 50 und 300 ml enthalten. Sehr verbreitet sind sogenannte Dash Bottles (Spritzfläschchen), die unter dem Schraubdeckel einen Kunststoffstopfen mit einem kleinen Loch aufweisen, aus denen pro Anwendung nur ein Dash (Spritzer) von ungefähr 1 ml entweicht – die Menge kann aber stark variieren. Daneben gibt es auch Bitters-Flaschen mit einer integrierten Pipette für eine tropfenweise Dosierung.

## Hersteller und Marken (Auswahl)
- Angostura Holdings, Trinidad (u. a. Angosturabitter)
- Sazerac Company, New Orleans, USA (Peychaud's)
- The Bitter Truth, Pullach, Deutschland
- Bittermens, Portland (Oregon), USA
- Fee Brothers, Rochester (New York), USA
- Gary Regan's (nur Orangenbitter, via Sazerac Company)
- Hemmeter (Underberg-Gruppe), München, Deutschland (Angosturabitter, Orangenbitter)
- Hermes (Suntory), Japan
- Bob’s Bitters, Essex, GB
- Scrappy's Bitters, Seattle, USA
- Bitter Tears, Los Angeles, USA
- De Kuyper, Schiedam, Niederlande